# ヤマハ・ビラーゴ

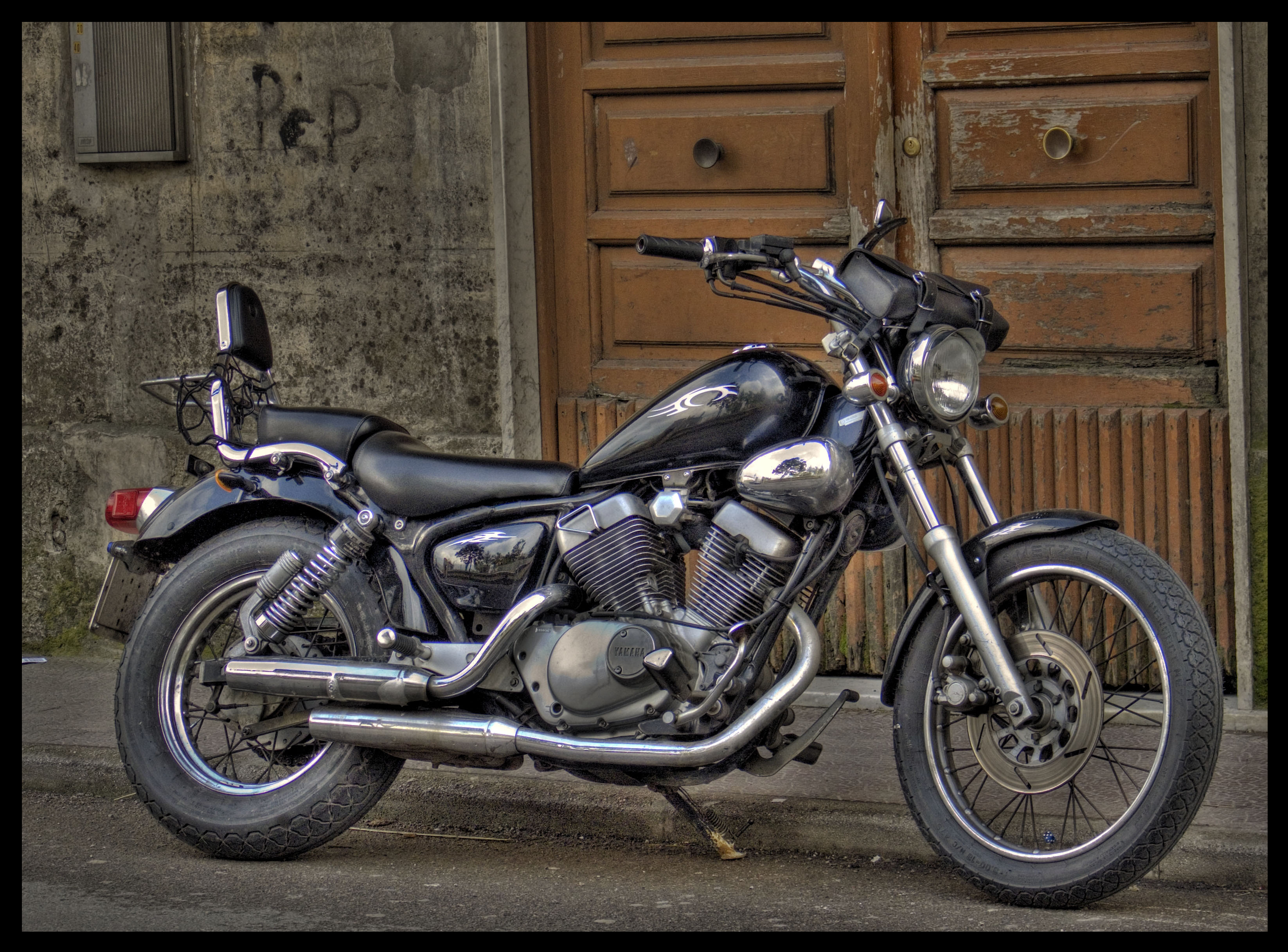
ヤマハ・ビラーゴ

ビラーゴ（Virago）とは、ヤマハ発動機が製造していたクルーザー（アメリカン）タイプのオートバイ、もしくはシリーズ名である。
正式な車名は型式のXV（エックスブイ）となっており、サブネームである「ビラーゴ」は「じゃじゃ馬娘」「口やかましい女」「お転婆娘」という意味。
本項ではXV系モデルのうち、主に「ビラーゴ」と「スペシャル」のサブネームを与えられたモデルを解説する。

## 概要

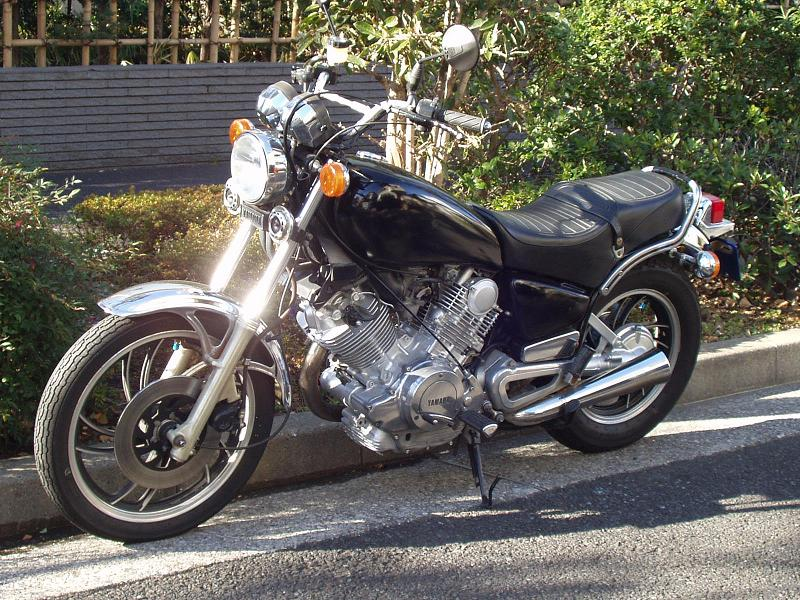
1981年に発売されたXV750Special

1980年代前半までの「国産アメリカン」は、スタンダードなロードスポーツモデルをベースにしている点が特徴的であった。キャスター角の調整と前後タイヤ径の変更（前輪側のインチアップと後輪側のインチダウン）により車体を後ろ下がりに調整し、プルバックハンドルと段付シートの装着によりホースバックスタイルのライディングポジションとしたモデルであり、厳密にはクルーザー仕様と言うべき車種であった。なお、当時のクルーザー仕様のサブネームには、メーカー各社とも命名に特徴があり、ヤマハの場合は「"スペシャル"」とされるのが通例だった。
その中で本物志向のアメリカンを狙っていたのが1981年に発売されたXV750スペシャルであり、ホンダも同じコンセプトでCXカスタムをラインアップに加えていた。しかしXV750スペシャルは当時の国内保安基準からスタイル的にアメリカンになりきれない遠慮があったため、それを割り切ってフルモデルチェンジを行ったのが1984年に発売されたXV750ビラーゴである。
低いシート、長いフロントフォーク、段付シート、空冷V型エンジンを搭載するという点で最もアメリカンに近かった。しかし中途半端に馬力を求めたエンジン特性のせいで、アメリカンの醍醐味である鼓動感が抑えられていた。
これを見たホンダが水冷ながらも馬力を低く抑え、トルクやエンジンの鼓動というアメリカン特有の味を前面に出したのが、バイク史上に残るヒットとなったスティードであり、ヤマハもそれに応じる形で、後にドラッグスターへのモデルチェンジを行なった。
1981年の登場以来、シリーズ車種として排気量別に生産されていたが、日本国内では1996年に登場のドラッグスター（XVS）シリーズへと順次機種転換された。
なお、ヤマハ製クルーザーモデルの北米市場用ブランドとして「V-Star」シリーズがあるが、ラインナップのうち V-Star250 については輸出仕様のXV250ビラーゴが継続販売されている（他排気量では国内版ドラッグスター1100が V-Star1100 として販売されている他、基本的にXVS系モデルによって構成されるシリーズである）。このため、XV250ビラーゴは、1988年以来25年以上にわたって生産され続けているロングセラーモデルとなっている。
2011年5月には、静岡県浜松市にあるYAMAHAコミュニケーションプラザにオーナー達が集まり「Virago 30th Anniversary」が開催されオーナー同士の交流が行われた。

## モデル一覧

### XV250
XV250ビラーゴは1988年に発売された。250 ccクラスながらロー&ロングの本格的なクルーザスタイルの車体構成に、新開発のV型2気筒エンジンを搭載する。
通常モデルはアップハンドルとフラットハンドルの2種類が用意されたほか、年式により「ビラーゴS」や「ビラーゴSP」などのグレードも存在する（SおよびSPは基本的に通常モデルと併売）。
2000年6月に後継機種のドラッグスター250が登場したことにより、日本国内での販売は終了となった。他方、輸出モデルとして生産は継続されている。
北米市場では、2007年モデルまでが「Virago250」として販売され、2008年モデル以降は「V-Star250」として販売されている。なお、最初期の北米市場では「XV250 Route66」の名称で販売された。
仕様沿革
- 1988年1月：3DM1（フラットハンドル）、3DM2（アップハンドル）
- 1989年3月：3DM3（フラットハンドル）※ビラーゴSP、3DM4（アップハンドル）※ビラーゴSP
- 1991年3月：3DM5（フラットハンドル）、3DM6（アップハンドル）
- 1992年8月：3DM7（フラットハンドル）、3DM8（アップハンドル）
- 1994年2月：3DM9（フラットハンドル）、3DMA（アップハンドル）
- 1994年7月：3DMB（フラットハンドル）※ビラーゴS、3DMC（アップハンドル）※ビラーゴS
- 1996年2月：3DMF（アップハンドル）、3DMD（フラットハンドル）※ビラーゴS、3DME（アップハンドル）※ビラーゴS
- 2007年：2UJS（USA）、2UJU（AUS）
- 2008年：2UJX（AUS）
- 2009年：46B1（US/CA）
- 2010年：46B3（US/CA）、1BE1（AUS）
- 2012年：46B7（US/CA）、1BE3（AUS）
- 2013年：46B9（US/CA）、1BE4（AUS）
- 2014年：46BB（US/CA）、1BE5（AUS）
- 2015年：46BD（US/CA）、1BE6（AUS）

### XV400
XV400スペシャルは1983年3月に発売された。
XV400ビラーゴは1987年3月に発売された。通常モデルとしてアップハンドルとフラットハンドルの2種類が用意されたほか、同年11月には特別仕様車「ブラックスペシャル」を発売（フラットハンドル仕様）。
1996年2月に後継機種のドラッグスター400が登場したことにより生産終了となった。
XV400スペシャル（26M）仕様沿革
- 1983年：26M
  - 車体色：「ロマネスククリムゾン」「ネプチュニアンダークブルー」

XV400ビラーゴ（2NT）仕様沿革
- 1987年：2NT（フラットハンドル） / 2NU（アップハンドル） / 2YX（ブラックスペシャル）
  - 車体色：2NT・2NU「ディープスカーレット」、2NT・2NU「カメリアグリーン」、2YX「グリニッシュブラック」。

- 1989年：3JB1（フラットハンドル）、3JB2（アップハンドル）
- 1991年：3JB3（フラットハンドル）、3JB4（アップハンドル）
- 1992年：3JB5（フラットハンドル）、3JB6（アップハンドル）
- 1994年：3JB7（フラットハンドル）、3JB8（アップハンドル）

### XV750
- XV750スペシャル → XV750ビラーゴ

### XV1100
XV1100ビラーゴは1995年2月に発売された。

## 日本国外生産・輸出モデル
日本国外向け仕様となるモデルを列挙しているため、上記で解説した国内向けモデルとの実質的な重複を一部に含む（例：「XV250Virago」＝「ビラーゴ250」）。

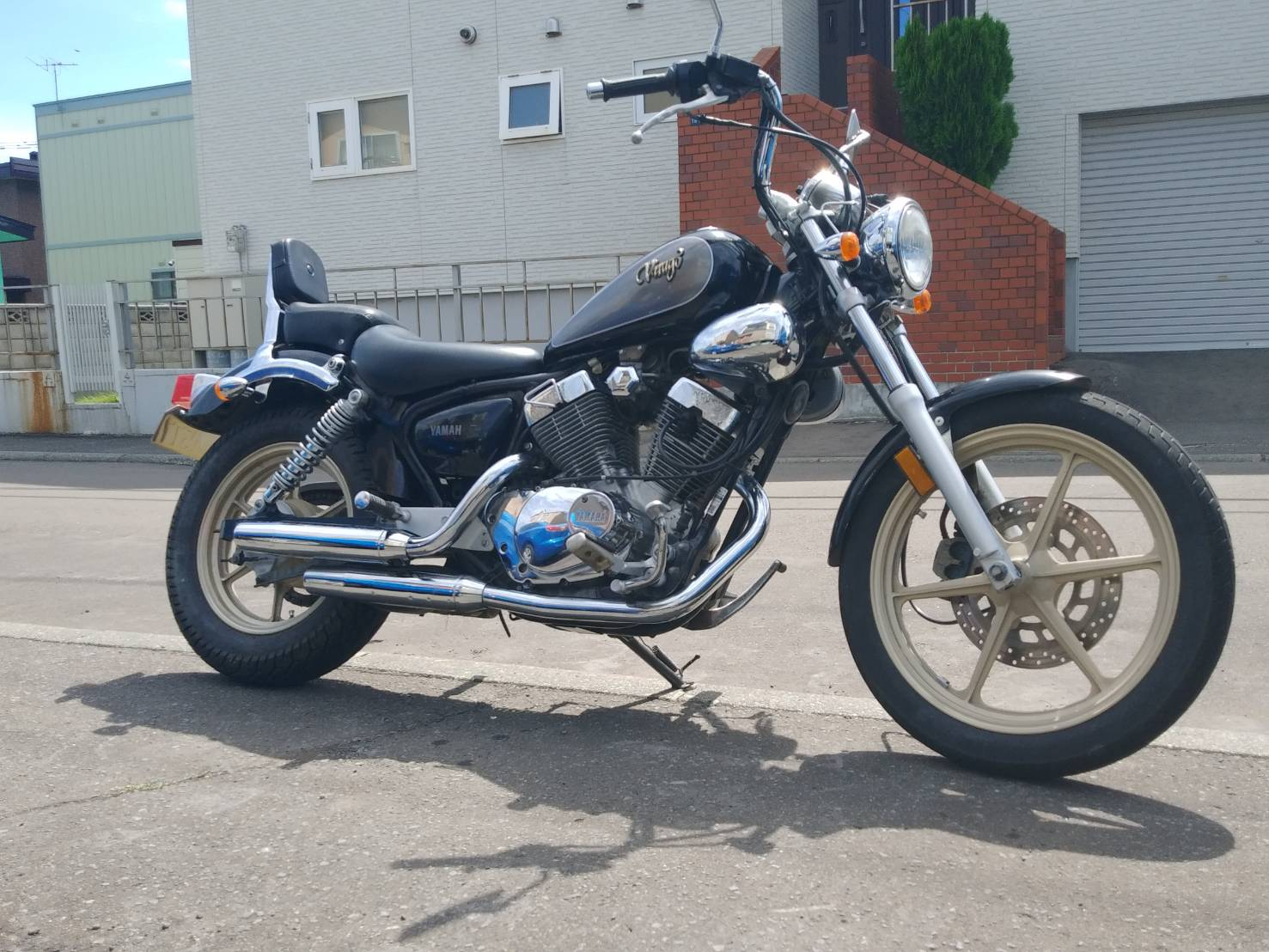
ビラーゴ125（４RF）

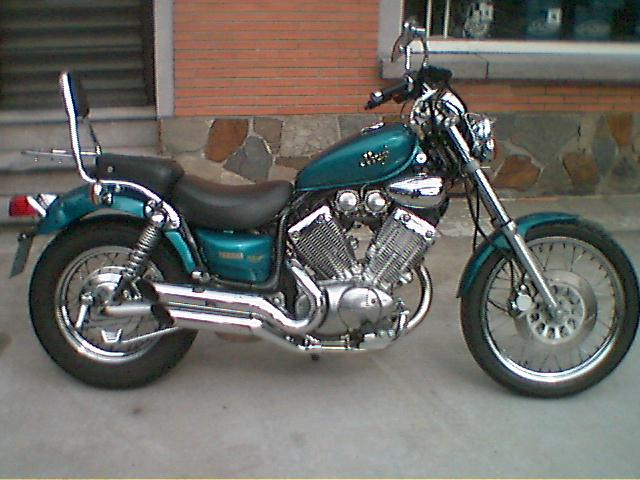
Virago 535

- XV125Virago：国内版ビラーゴ250の排気量縮小モデル。[26]イギリス、ドイツ、イタリアのヨーロッパ仕様ではリアフェンダーが延長（追加）されヘッドライトはハロゲンH4を採用した小型クルーザー。台湾仕様ではヘッドライトはランプ。キャストホイールを採用し、サイドマーカー、メッキパーツ多用で豪華な大型バイクとして、XV125とXV125Sの2タイプが1995年に製造が始まり1996年から販売された。
- XV240Virago
- XV250Virago（1988年 - 2007年[27]）：国内版のビラーゴ250に相当。
  - V-Star250（2008年[28] - ）：北米・豪州仕様。名称変更を受けているがXV250の継続生産モデル。
- XV500Virago：国内版XV400スペシャルの排気量拡大モデル。
- XV535Virago（1987年 - 2000年[29]）：国内版ビラーゴ400の排気量拡大モデル。
- XV700Virago（1984年 - 1987年）
- XV750Virago（1981年 - 1983年）：国内版のXV750スペシャルに相当。
  - XV750Virago（1984年 - 1997年）：国内版のビラーゴ750に相当。
- XV920Virago（1981年 - 1983年）：国内版XV750スペシャルの排気量拡大モデル。
- XV1000Virago（1984年 - 1985年）：国内版XV750スペシャルの排気量拡大モデル。
- XV1100Virago（1986年 - 2000年[30]）：国内版のビラーゴ1100に相当。

## 関連車種
- XV750E（1982年）：XV750スペシャルをベースにしたロードスポーツモデル[31]。
- XV920R（1981年 - 1982年）：国内版XV750Eの排気量を拡大したロードスポーツモデル。
- XV1000TR1（1981年）：国内版XV750Eの排気量を拡大したロードスポーツモデル。